# Qaraqaşlı (Imishli)
Qaraqaşlı è un comune dell'Azerbaigian situato nel distretto di İmişli. Conta una popolazione di 1 298 abitanti.